# Revolution (Fernsehserie)
Revolution ist eine US-amerikanische Science-Fiction-Fernsehserie von Eric Kripke. Sie wurde vom 17. September 2012 bis zum 21. Mai 2014 auf dem US-amerikanischen Network NBC ausgestrahlt und umfasst zwei Staffeln mit 42 Episoden. Im deutschsprachigen Raum wurde die Serie ab November 2014 bei RTL Nitro gezeigt.

## Handlung der ersten Staffel
Ben Mathesons Vorahnung bestätigt sich, als die Elektrizität weltweit zum Erliegen kommt. Kurz vor dem Zusammenbruch speichert er etwas Wichtiges auf einem USB-Stick. Auf dem als Anhänger gestalteten Speichermedium sind nicht nur Daten enthalten, die die Ursache des Stromausfalls erklären, sondern es kann auch dafür sorgen, dass Elektrizität innerhalb eines begrenzten Radius wieder fließt.
15 Jahre später lebt die Menschheit noch immer ohne Strom wie vor der industriellen Revolution. Die USA haben sich in ein halbes Dutzend unabhängiger Teilgebiete aufgelöst, die von Warlords beherrscht werden. Ben lebt mit seiner Tochter Charlie und seinem Sohn Danny in einem idyllischen Dorf. In der Britin Maggie Foster hat er eine neue Lebensgefährtin gefunden, nachdem seine Frau Rachel gestorben ist. Der Dorffrieden wird gestört, als eines Tages General Sebastian „Bass“ Monroe, Anführer der „Monroe-Republik“, eine Miliz unter dem Kommando von Tom Neville in das Dorf schickt, um Ben zu verhaften. Ben wird dabei getötet, Danny verschleppt. Vor seinem Tod übergibt Ben seinem Freund Aaron Pittman jedoch den Datenträger-Anhänger und bittet ihn, Charlie zu helfen. Zusammen mit Maggie machen sie sich auf die Suche nach Bens Bruder Miles, der sie bei Dannys Rettung unterstützen soll. Als sie Miles in einer nahe gelegenen Stadt finden, erkennt dieser, dass die Miliz auch ihn im Visier hat. Gemeinsam gelingt ihnen die Flucht. Maggie kommt wenig später ums Leben, dafür schließt sich der Gruppe die Widerstandskämpferin Nora Clayton an, welche die Exfreundin von Miles ist. Charlie begegnet dem jungen Mann Nate, für welchen sie schnell Zuneigung empfindet. Dieser stellt sich allerdings als ein Kämpfer der Monroe-Miliz heraus. Später wird klar, dass er der Sohn von Major Tom Neville, einem Major der Monroe-Miliz, ist und nicht Nate, sondern Jason heißt.
Miles war einst, einige Zeit nach dem Blackout, die treibende Kraft bei der Gründung der Monroe-Republik und zunächst der zweite Mann hinter seinem damaligen besten Freund Bass Monroe, da er das um sich greifende Chaos eindämmen wollte. Er und Monroe waren Jugendfreunde und hatten gemeinsam in einer Eliteeinheit der Armee gedient. Als er jedoch sah, dass sich dieser in einen brutalen Diktator verwandelt hatte, versuchte er, ihn zu töten, und floh.
Überdies wird klar, dass Charlies für tot gehaltene Mutter Rachel sich in Monroes Gewahrsam befindet: Da sie zu der Forschergruppe zählte, die einst im Auftrag der Regierung das Gerät gebaut hatte, das durch Nanotechnologie den Blackout herbeiführte, will der General sie erpressen, den Strom wieder einzuschalten. Dazu braucht er ihren Sohn Danny. Nach einigen Wirren können Charlie, Aaron, Nora und Miles zwar Danny und Rachel befreien, doch zuvor hat diese noch ein Gerät gebaut, welches das Signal des USB-Anhängers so weit verstärkt, dass Monroe in die Lage versetzt wird, Helikopter und Panzer einzusetzen. Miles versucht zwar nochmals, Monroe, der sich mit ihm zunächst versöhnen will, zu töten, scheitert aber erneut. Monroe setzt seine Hubschrauber nun gnadenlos gegen die Rebellen ein. Bei dem erfolgreichen Versuch, den Helikopter abzuschießen, der den Verstärker an Bord hat, wird Danny getötet. Im Nachhinein wird klar, dass er todkrank gewesen war und nur dank derselben Technologie überlebt hatte, die den Blackout bewirkte.
Rachels rätselhafter einstiger Vorgesetzter Randall Flynn bietet derweil Monroe seine Hilfe an; er bringt Rachel zeitweilig in seine Gewalt und erklärt ihr, er wolle eine Diktatur errichten, in der nur den Herrschenden Elektrizität zur Verfügung steht. Mit Charlies Hilfe kann Rachel entkommen, doch Randall verschafft Monroe Zugriff auf neue Verstärker und eine Atombombe, die Monroe im „Nachbarstaat“ Georgia zünden lassen will. Miles kann den Anschlag jedoch verhindern. Als Reaktion darauf erklärt Präsidentin Kelly Foster der Monroe-Republik den Krieg und bietet Miles das Kommando über eine Armee aus 200 Soldaten an, um die Rebellen zu unterstützen, welches er annimmt. Jason schließt sich den Rebellen an, nachdem seine Zweifel gegenüber der Monroe-Miliz und die Gefühle zu Charlie immer größer wurden. Nach der Gefangennahme bzw. Einnahme der drei südlichen Vorposten der Monroe-Republik erregt Miles die Aufmerksamkeit Monroes, der Captain Jeremy Baker daran erinnert, dass auch seine Miliz mit wenigen kleinen Siegen begonnen hat. Präsidentin Foster beschließt, einen ehemaligen Offizier der Monroe-Miliz auf ihrer Seite mit Miles kämpfen zu lassen: Tom Neville.
Aaron und Rachel befinden sich derweil auf dem Weg zum gewissen „Turm“, welcher die Elektrizität wieder einschalten kann. Rachel zeigt Aaron ein Buch über das Wieder-Anschalten der Elektrizität, in dem sein Foto abgebildet ist. Außerdem ist ein Bericht über eine Software, die er entwickelt hat, vermerkt. Über Ausmaß oder den Zweck der Verwendung dieser Software wird nichts bekannt. Grace Beaumont, die einen der zwölf Datenträger-Anhänger besitzt, wird im Turm von Randall gefangen gehalten. Sie soll den Aufzug wieder in Gang setzen, damit er in die zwölfte Etage gehen kann. Während Randalls Abwesenheit wird ihr Aufpasser getötet, nachdem er in den Aufzug gegangen ist und dieser die zwölfte Etage erreicht hat.
Während ständiger Angriffe durch die Monroe-Republik werden die Truppen der Rebellen und der Georgia-Föderation stark dezimiert. Präsidentin Foster teilt Miles mit, dass er entweder einen neuen Plan für einen erfolgreichen Kampf gegen Monroe vorweisen muss, andernfalls sie sich ergeben wird. Nora wird bei einem solchen Angriff entführt und Charlie und Jason kommen zusammen, nachdem Jason schwer verletzt worden ist. Nach drei Wochen Folter, unter anderem mit Drogen, verrät Nora Monroe die Standorte von Miles, Tom und Rachel. Sie kann später durch einen Wissenschaftler, Sanborn, der zusammen mit Rachel und Ben gearbeitet hat, fliehen.
Inzwischen beschließt Monroe, dass Randall nicht mehr von Nutzen ist, und gibt Anweisungen, ihn zu töten. Flynn offenbart jedoch Informationen über den Turm, darunter, dass in diesem Waffen vorhanden sind, die seine Hubschrauber wie Spielzeuge aussehen lassen. Monroe beschließt daher den Turm einnehmen zu wollen, als sie jedoch dort eintreffen und Randall sich Zugang verschaffen will, wird ihm dieser durch das System verweigert und es wird gezeigt, dass eine neue Gruppe von Menschen im Turm zugange ist. Gleichzeitig nähern sich Rachel und Aaron dem Turm und somit auch Monroes Lager. Sie gelangen zu der Erkenntnis, dass sie nur zum Turm gelangen können, wenn sie die Miliz umgehen können. Rachel beschließt daher ihren persönlichen Rachefeldzug umzusetzen, Monroe zu töten und somit gleichzeitig Aaron eine Möglichkeit zu geben, unbemerkt von der Miliz zum Turm zu gelangen. Rachel, verkleidet als Milizionärin, betritt in jener Nacht mit einer Granate in der Hand, bei welcher sie den Stift zieht, Monroes Zelt.

## Figuren

### Hauptfiguren
Miles MathesonMiles ist der Bruder von Ben und der Onkel von Charlie und Danny. Vor dem Blackout war er der beste Freund von Bass und ebenfalls wie dieser ein angesehener Sergeant der US-Marines. Nachdem die Elektrizität ausging, gründete er mit Bass die Miliz, die er zu einer gnadenlosen Maschinerie formte. Nach seinem Mordversuch an Bass und der anschließenden Flucht ging er nach Chicago, wo er eine Bar eröffnete. Er wird von seiner Nichte Charlie dazu gedrängt, ihr bei der Befreiung Dannys zu helfen und dabei die Führungsrolle zu übernehmen, da er ein ausgezeichneter und sehr gut trainierter Kämpfer ist.
Charlotte „Charlie“ MathesonCharlie ist ohne Elektrizität aufgewachsen und wurde so zu einer eigenwilligen, starken, mutigen Frau. Sie kümmert sich rührend um ihren jüngeren Bruder Danny. Als ihr Vater getötet und ihr Bruder entführt wird, bittet sie ihren Onkel Miles um Hilfe. Sie lernt den Kämpfer Nate kennen, welcher sich später als ein Kämpfer der Miliz mit dem Namen Jason herausstellt. Nachdem er die Monroe-Miliz verlassen und sich den Rebellen angeschlossen hat, kommen Charlie und Jason zusammen.
Tom NevilleTom war Gutachter für Versicherungsschäden und beruflich wenig erfolgreich, bevor er sich nach dem Blackout dem Militär der Monroe-Republik anschloss. In der Miliz ist er zum Captain aufgestiegen und hilft Monroe dabei, den Datenträger-Anhänger der Matheson-Brüder zu finden. Getrieben von seiner ehrgeizigen Frau Julia hofft der skrupellose Neville, eines Tages selbst an die Macht zu gelangen. Nachdem er Monroe wiederholt enttäuscht hat und sein Sohn Jason den Rebellen beigetreten ist, flüchtet er gemeinsam mit Julia. Er kämpft nun an der Seite von Miles für die Georgia-Republik.
Aaron PittmanAaron führte vor dem Blackout ein Leben in Luxus und umgeben von Technologie, da er ein führender Mitarbeiter von Google war. Außerdem war er mit seiner Frau Priscilla glücklich, die er aber nach dem Blackout verlassen hat, nachdem er von sich selbst dachte, dass er sie nicht beschützen kann. Er lernte Ben und dessen Familie kennen, freundete sich mit ihnen an und schloss sich ihnen an. Als Ben umgebracht wird, hilft er Charlie und Maggie dabei, die Wahrheit herauszufinden und Danny zu befreien.
Sebastian „Bass“ MonroeBass war der beste Freund von Miles und wie dieser ein Sergeant der US-Marines. Seine Familie starb vor 20 Jahren auf dem Weg zu einem Harry-Potter-Film. Infolgedessen hatte er Selbstmordgedanken, bekam dann jedoch von Miles Mut zugesprochen. Als der Blackout eintrat, saßen Monroe und Miles gerade in einem Auto auf dem Highway. Zu Fuß machten sich die beiden auf den Weg und bauten sich ihre eigene Armee auf und besetzten damit einen Großteil der Ostküste der Vereinigten Staaten. Beide lernten, ausgezeichnete Schwertkämpfer zu werden. Bald jedoch entwickelt Monroe sich zu einem Monster, so tötete er beispielsweise nicht nur einen Attentäter selbst, sondern auch dessen ganze Familie. Infolgedessen wendete sich Miles von ihm ab und wollte diesen töten. Er brachte es allerdings in letzter Sekunde nicht übers Herz und floh. Bass weiß, dass Ben etwas über den Blackout weiß und will diesen entführen – unter anderem, um dessen tot geglaubte Frau Rachel zu erpressen. Im Verlauf der Serie erfährt er, dass er einen Sohn mit der damaligen Freundin von Miles hat, und will wissen, wo er ist. Dessen Mutter jedoch, Emma, wird von einem Rebellen erschossen, bevor sie Monroe mehr verraten kann. In Staffel 2 wird Monroe von seinen Soldaten getrennt und verbündet sich letztendlich mit Miles und den Rebellen. Bald verrät ihm Miles, dem Emma es gesagt hat, wo sich sein Sohn befindet. Zusammen mit Rachel finden sie Connor und er schließt sich ihnen an – größtenteils da sein Vater ihm verspricht, zusammen die Monroe-Republik wieder aufzubauen. Rachel und Bass geraten des Öfteren in Streit, da sie ihm immer noch nicht trauen kann. Ende der Staffel beweist sich Monroe ihr gegenüber jedoch, indem er mit dem gefangenen Präsidenten zum vereinbarten Treffpunkt bringt. Bass kommt oft herzlos rüber, würde allerdings für seinen Freund Miles alles tun. Er hat wie alle der Miliz ein „M“ tätowiert, welches sowohl für „Monroe“ als auch für „Matheson“ steht.
Jason NevilleJason ist in Wirklichkeit ein Soldat der Monroe-Miliz. Er gibt sich als Nate aus, schleicht sich im Auftrag von Monroe ins Dorf, wo unter anderem Charlie lebt, zu welcher er seit Beginn Gefühle hegt, und folgt dieser, Aaron und Maggie bis nach Chicago, um Miles zu finden. Er informiert seine Leute, doch er merkt, dass er ernsthafte Gefühle für Charlie entwickelt hat, und hilft ihr deshalb immer wieder heimlich aus gefährlichen Situationen. Bald stellt sich heraus, dass Jason der Sohn von Tom Neville ist, von dem er sich angesichts der Grausamkeit der Miliz und des Hassempfindens gegenüber seinem Vater aber schließlich lossagt. Jason schließt sich daraufhin den Rebellen an und beginnt eine Beziehung mit Charlie.
Benjamin „Ben“ MathesonBen ist mit Rachel verheiratet und zog mit ihr die gemeinsamen Kinder Charlie und Danny groß. Ben wusste von dem kommenden Blackout, ebenso wie Rachel, nachdem beide für Randall gearbeitet haben. Nachdem diese nach dem Blackout die Familie widerwillig verlassen hatte, fand er in Maggie eine neue Liebe. Er sollte von der Monroe-Miliz entführt werden, wird aber bei dem Versuch erschossen.
Rachel MathesonRachel ist die Ehefrau von Ben und die Mutter von Charlie und Danny. Sie war als Wissenschaftlerin bei einer geheimen Forschungseinrichtung in die Auslösung des Blackouts verwickelt. Sie will nach dem Blackout ein neues Leben mit ihrer Familie beginnen, doch genötigt durch die neuen Umstände, begibt sie sich (un-)freiwillig in die Hände der Monroe-Armee. Ihre Familie hielt sie für tot. Aufgrund ihrer wissenschaftlichen Fähigkeiten versuchen sowohl Monroe als auch Randall, ihrer habhaft zu werden. Nach der Befreiung Rachels und Dannys Tod sinnt sie auf Rache. Sie begibt sich mit Aaron zum Turm, wo sie mit einer Granate in der Hand in ein Zelt Monroes gelangt.
Danny MathesonDanny ist der 18-jährige Bruder von Charlie und wie sie ganz ohne Technik aufgewachsen – anders als Charlie kann er sich an Elektrizität nicht einmal vage erinnern. Außerdem hat er Asthma und des Öfteren Anfälle. Danny hat er ein sehr gutes Verhältnis zu Charlie und würde für seine Familie alles tun. Er wird von Tom und seinen Männern entführt, da Ben erschossen wird. Kurz nach seiner Befreiung, unter anderem durch Charlie, stirbt er im Kampf, nachdem er einen Helikopter abgeschossen hat.
Maggie FosterMaggie ist Ärztin und die neue Frau an der Seite von Ben. Sie und Charlie hatten lange eine schwierige Beziehung, da Charlie die Beziehung mit Argwohn betrachtete. Nach dem Tod von Ben macht sie sich zusammen mit Charlie auf die Suche nach Miles und hilft der Gruppe mit ihren medizinischen Kenntnissen. Sie stirbt schließlich durch einen Angriff eines verwirrten Mannes, der sie mit dem Messer tödlich verletzt.

### Nebenfiguren
GraceGrace lebt alleine und abgeschieden auf einem Grundstück, welches sie wie eine Irre bewacht. Denn sie hat auf dem Dachboden einen Computer, mit dem sie mit einem Unbekannten chattet. Grace, die vor dem Blackout eine Kollegin von Rachel war und ebenfalls einen USB-Anhänger besitzt, der in nächster Umgebung Strom fließen lässt, will unter allen Umständen verhindern, dass Sebastian von diesem Computer erfährt. Sie wird schließlich von ihrem früheren Vorgesetzten Randall Flynn entführt.
Randall FlynnVor dem Blackout war er stellvertretender US-Verteidigungsminister und trieb, nachdem er seinen Sohn im Afghanistankrieg verloren hatte, die Entwicklung der geheimen Waffe voran, die Rachel, Grace und andere für ihn bauen sollten. Er verfolgt undurchsichtige Pläne, zu deren Verwirklichung er sich Monroes und seiner Armee bedienen will.

## Produktion
Am 7. Mai 2012 bestellte NBC den Serienpiloten von J. J. Abrams und Eric Kripke. Zur selben Zeit erhielten Billy Burke, Andrea Roth, David Lyons, Anna Lise Phillips und einige andere Hauptrollen in dem Projekt. Mitte Mai gab der Sender die Bestellung einer ersten Staffel mit 13 Folgen bekannt. Schon wenige Tage nach der Serienbestellung haben Andrea Roth und Anna Lise Phillips die Serie wieder verlassen. Während Roths Figur neu besetzt wurde, ließ man die Figur von Phillips überraschend sterben; sie wird nur noch auf unregelmäßiger wiederkehrender Basis (in Rückblenden) zurückkehren. Am 1. Juli 2012 übernahm Elizabeth Mitchell die Rolle von Andrea Roth. Einen Tag später wurde bekannt gegeben, dass Daniella Alonso eine neue Hauptrolle spielen wird. Mitte September 2012 wurden Kim Raver, David Meunier und David Andrews für Neben- bzw. Gastrollen verpflichtet.
Bereits nach drei ausgestrahlten Episoden gab NBC die Produktion von sieben weiteren Episoden bekannt, sodass die erste Staffel nun auf 20 Episoden kommt. Ende April 2013 wurde die Serie um eine zweite Staffel mit 22 Episoden verlängert. Im Mai 2014 gab NBC die Einstellung der Serie nach zwei Staffeln bekannt.
Die Serie erfuhr allerdings über mehrere Comics, die im Mai und Juni 2015 erschienen, einen Abschluss. Vier Kapitel sind mittlerweile in englischer Sprache erschienen und online abrufbar.

## Besetzung

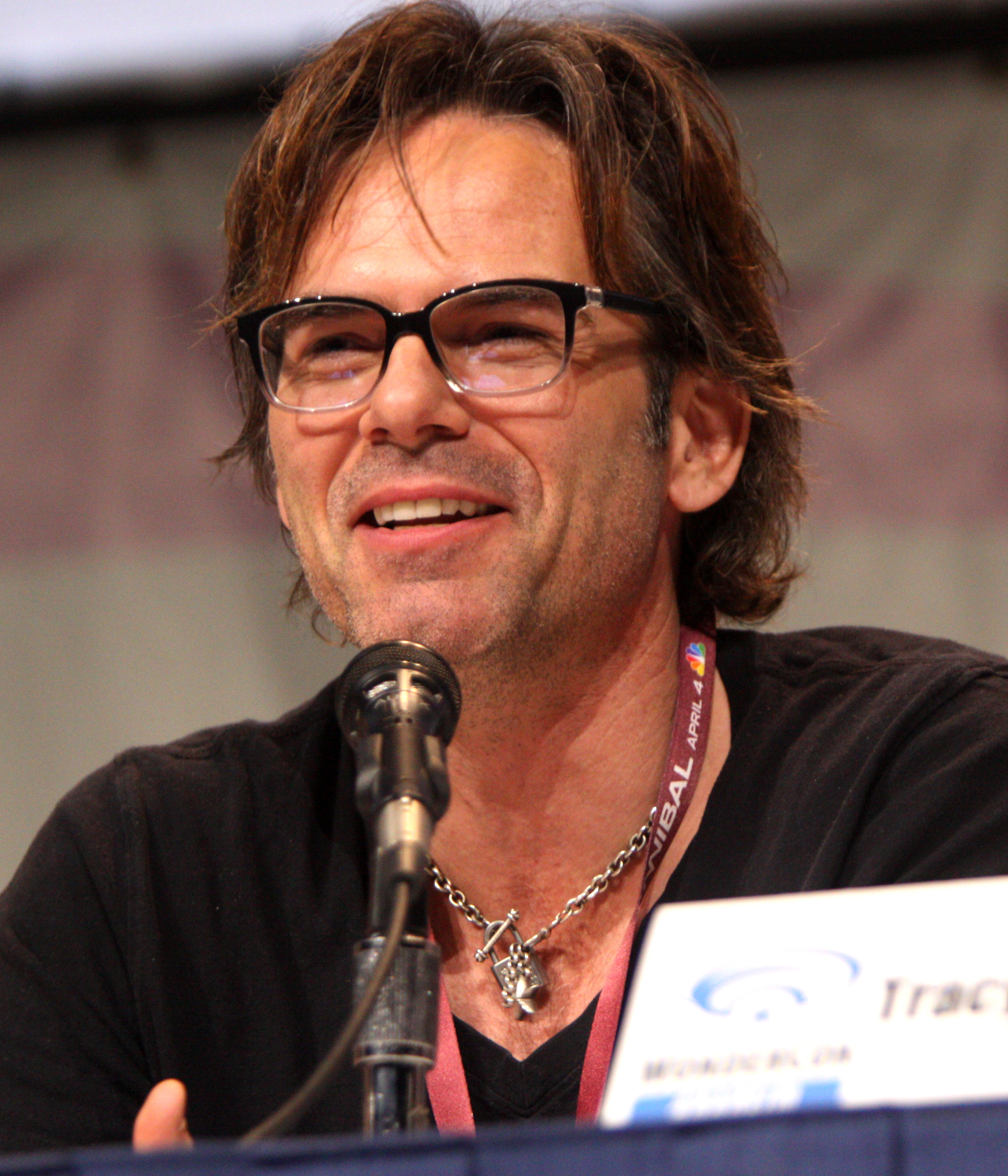
Billy Burke
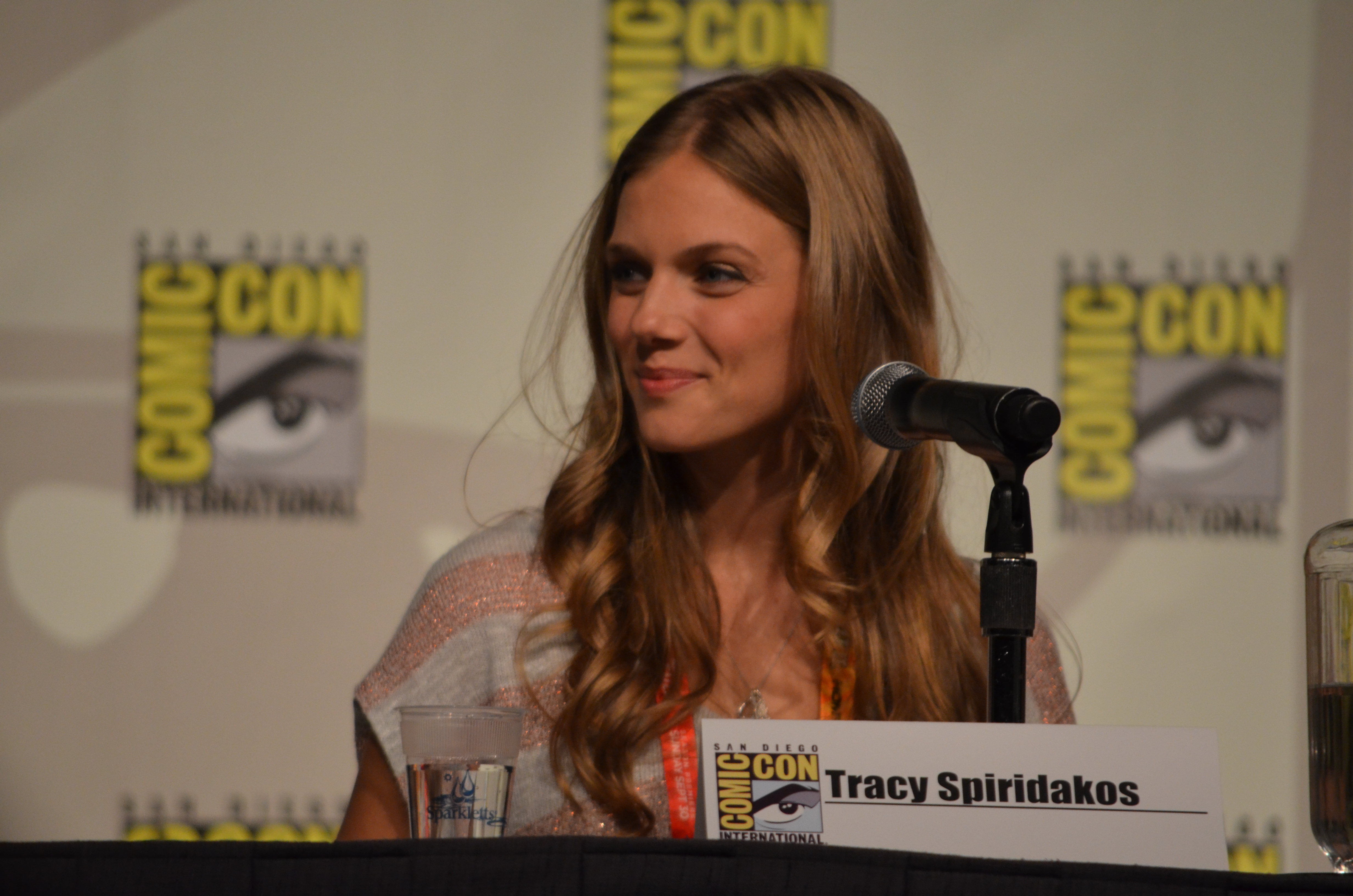
Tracy Spiridakos
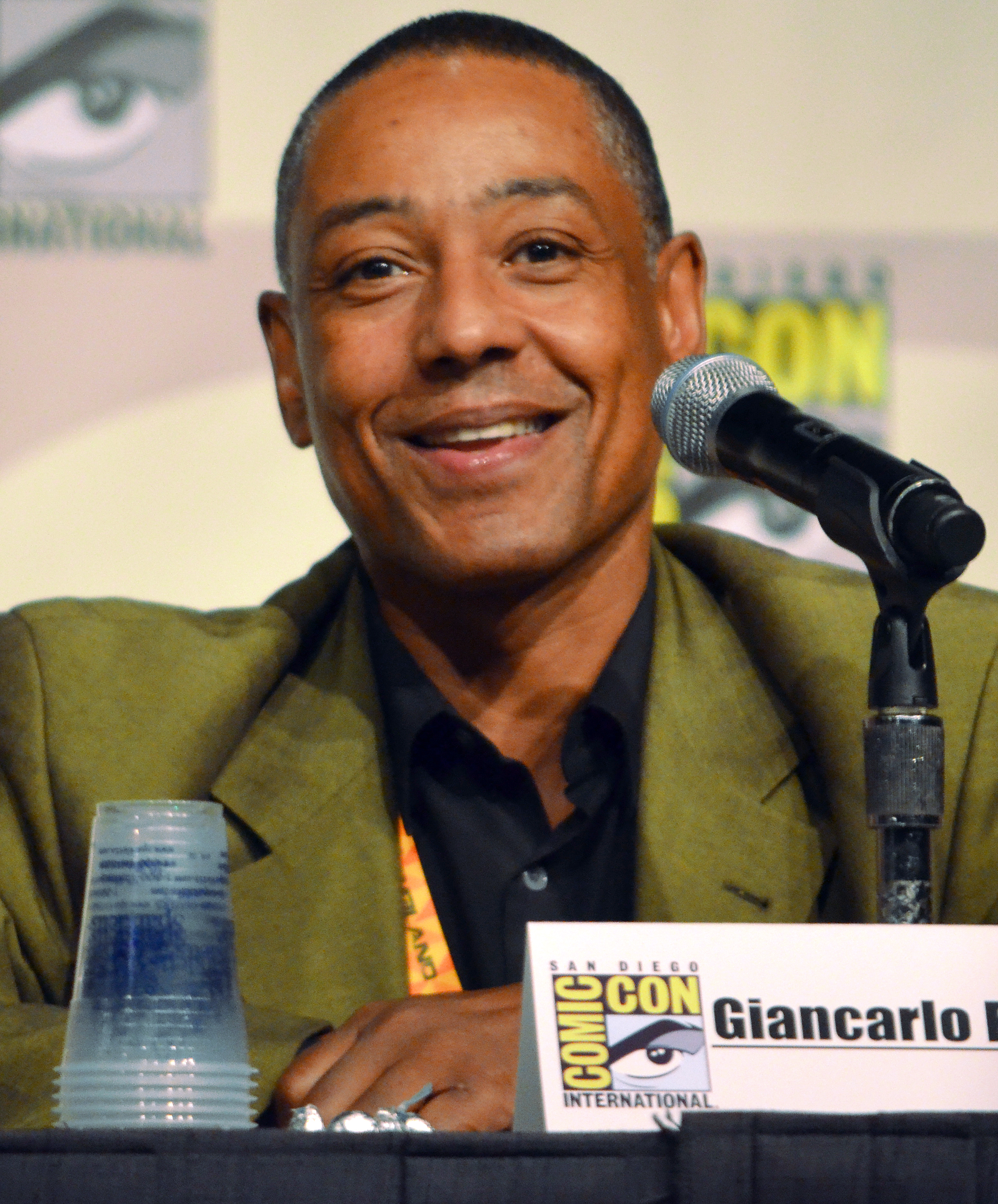
Giancarlo Esposito
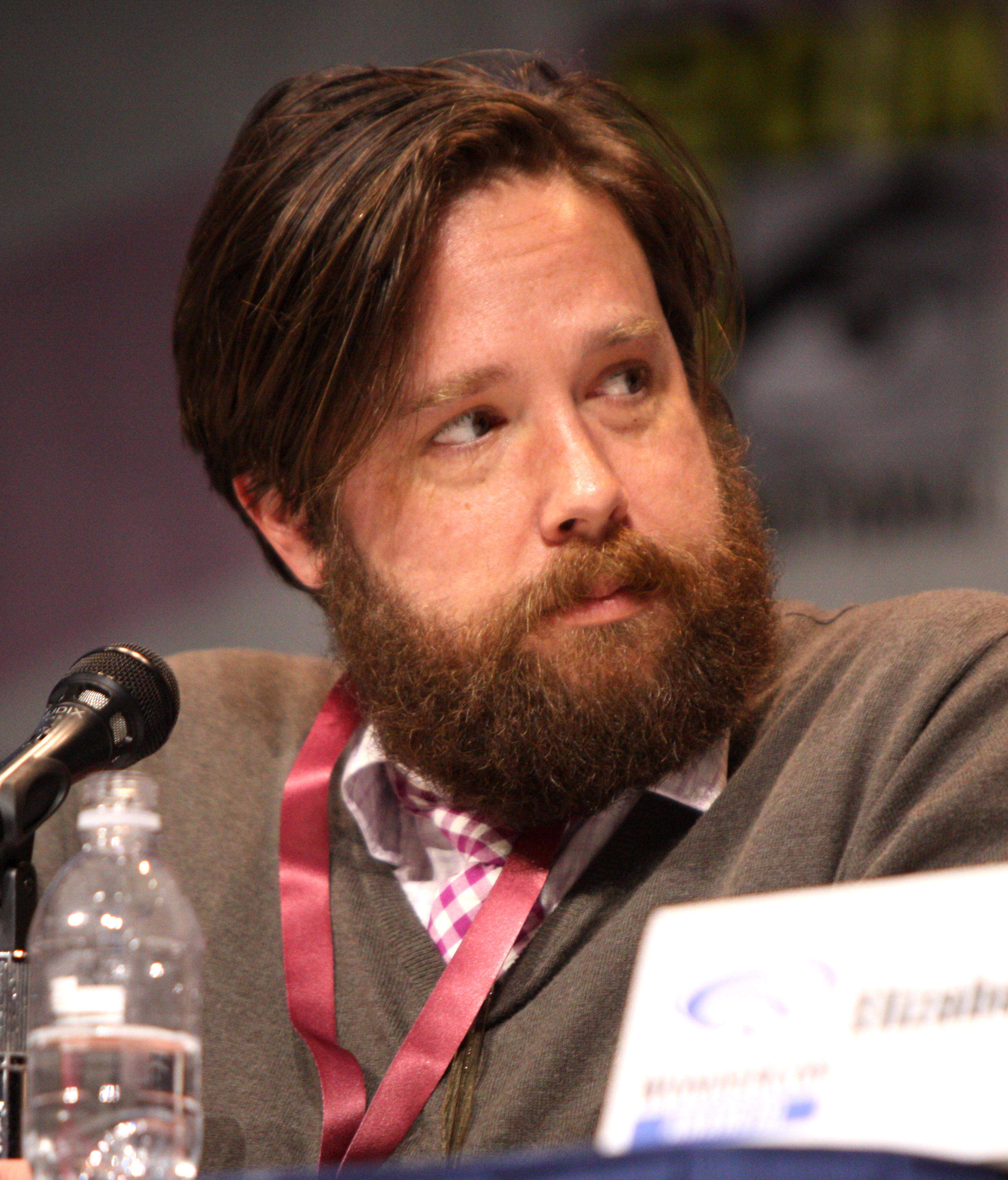
Zak Orth
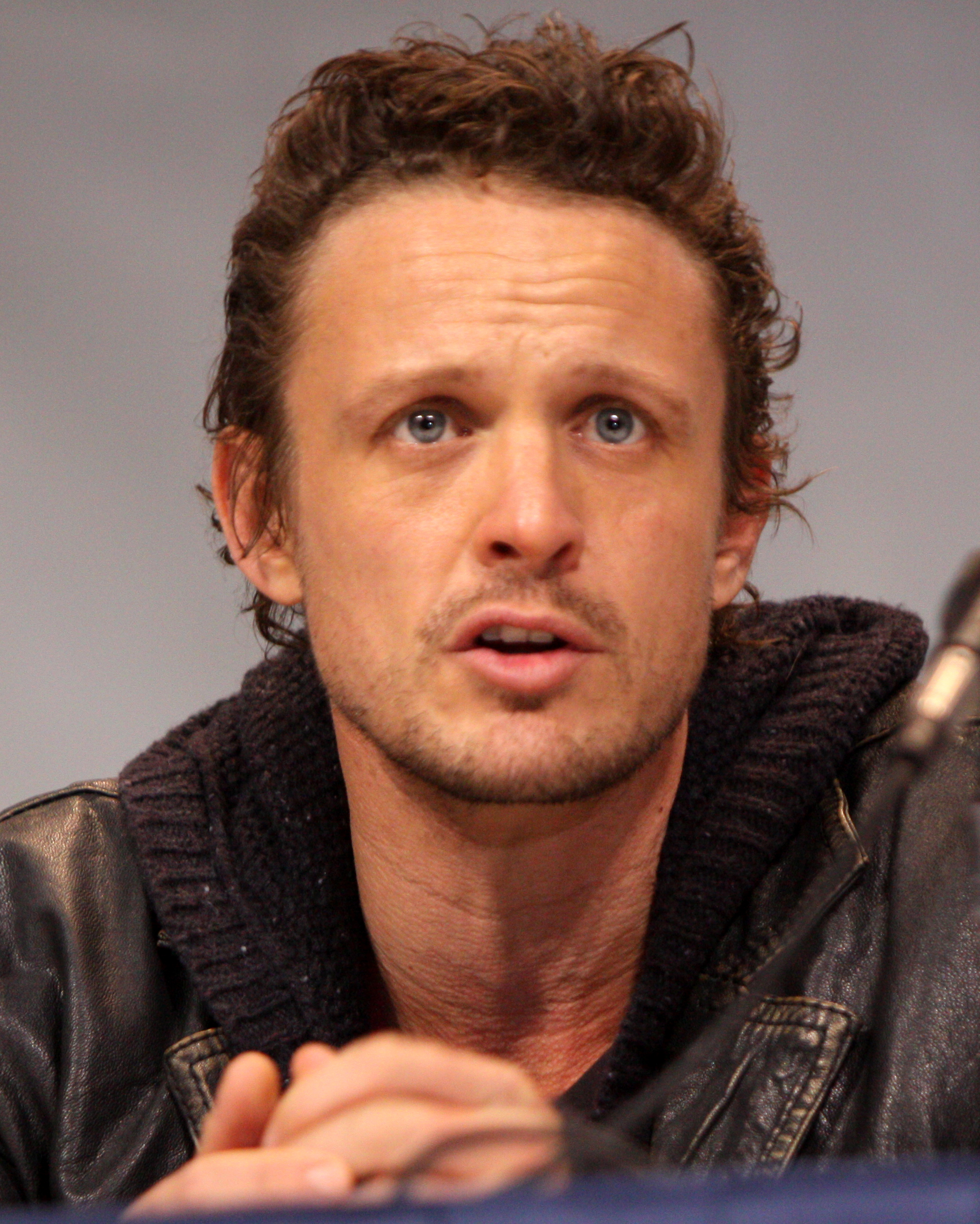
David Lyons
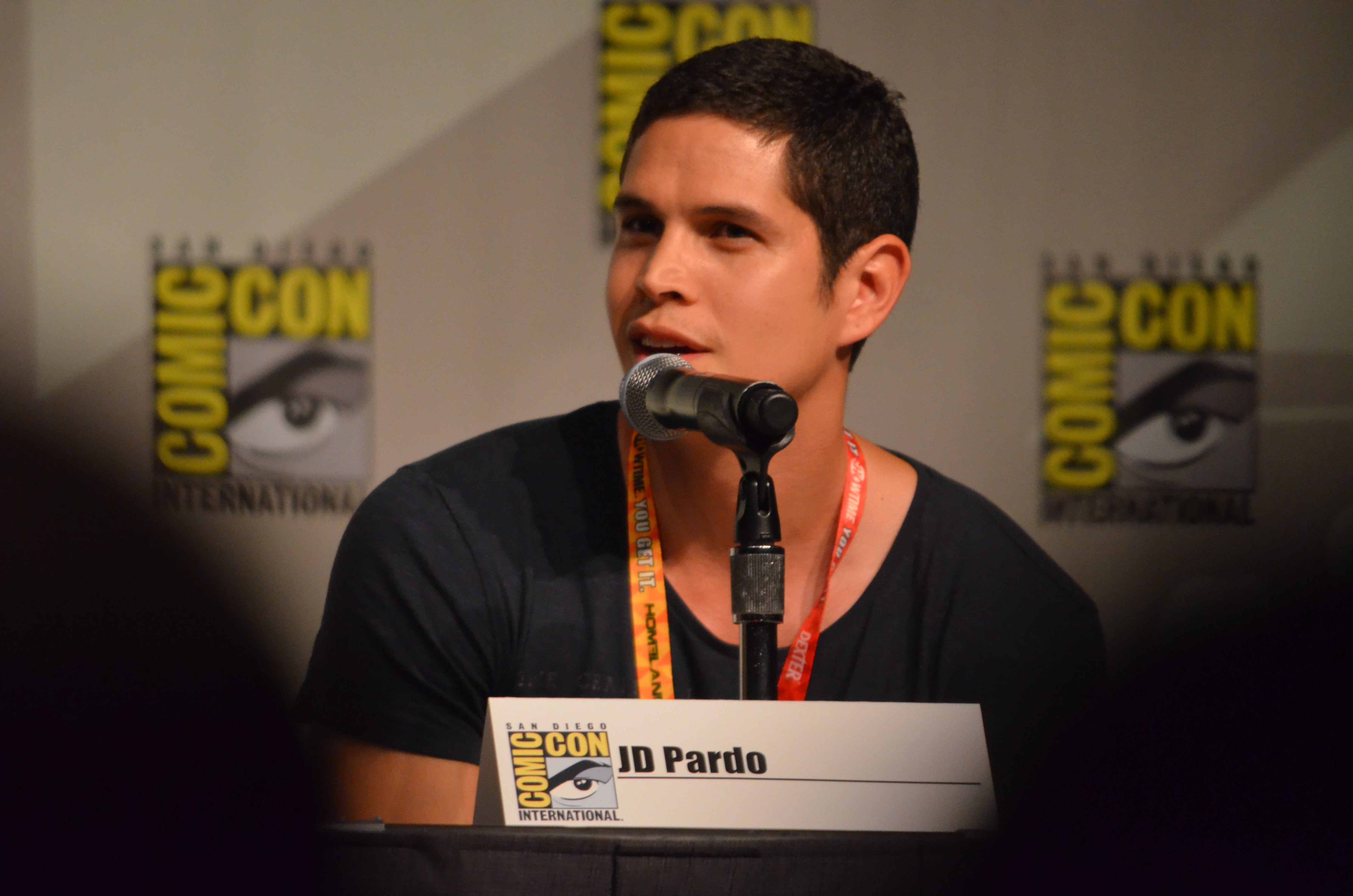
J. D. Pardo
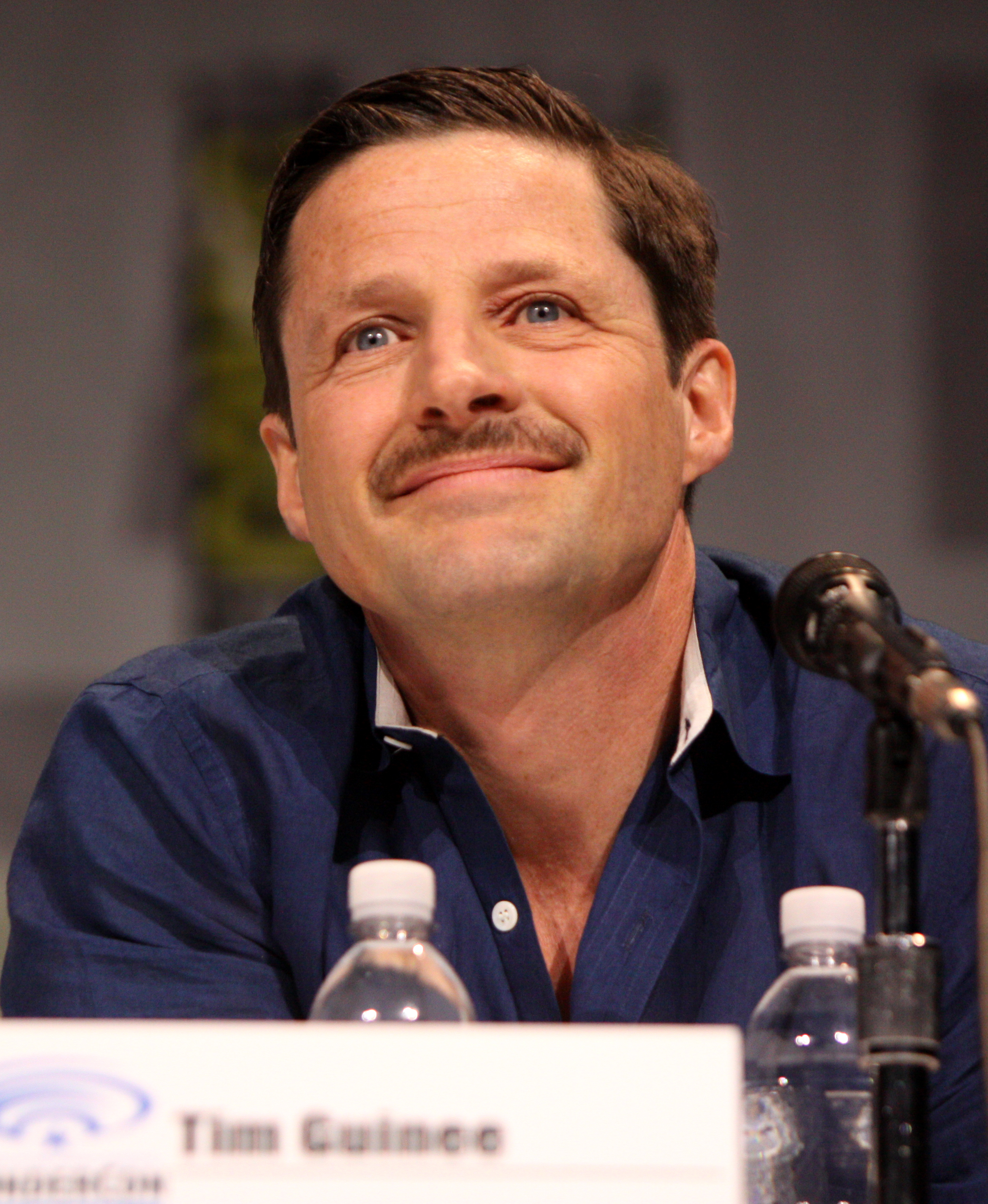
Tim Guinee
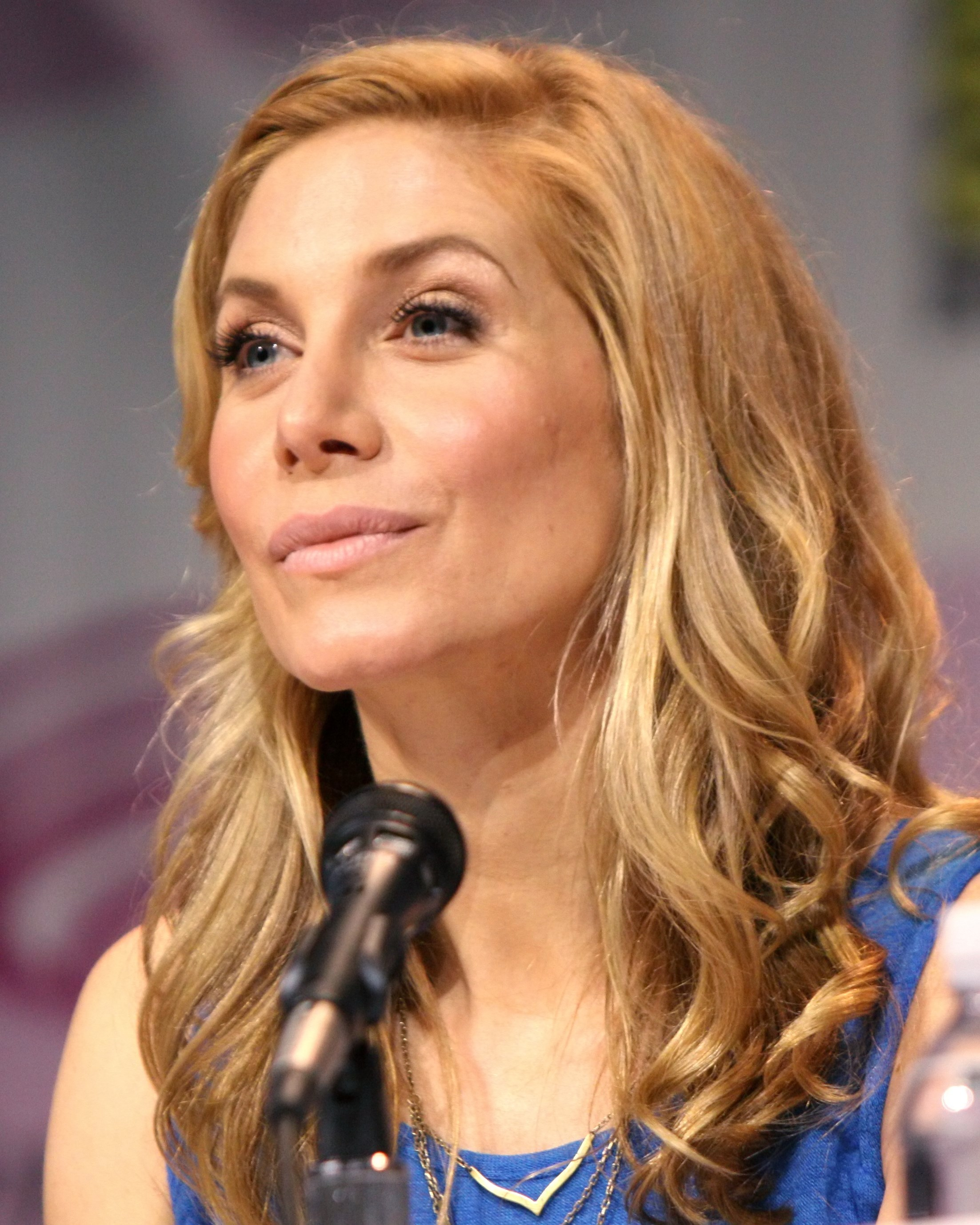
Elizabeth Mitchell
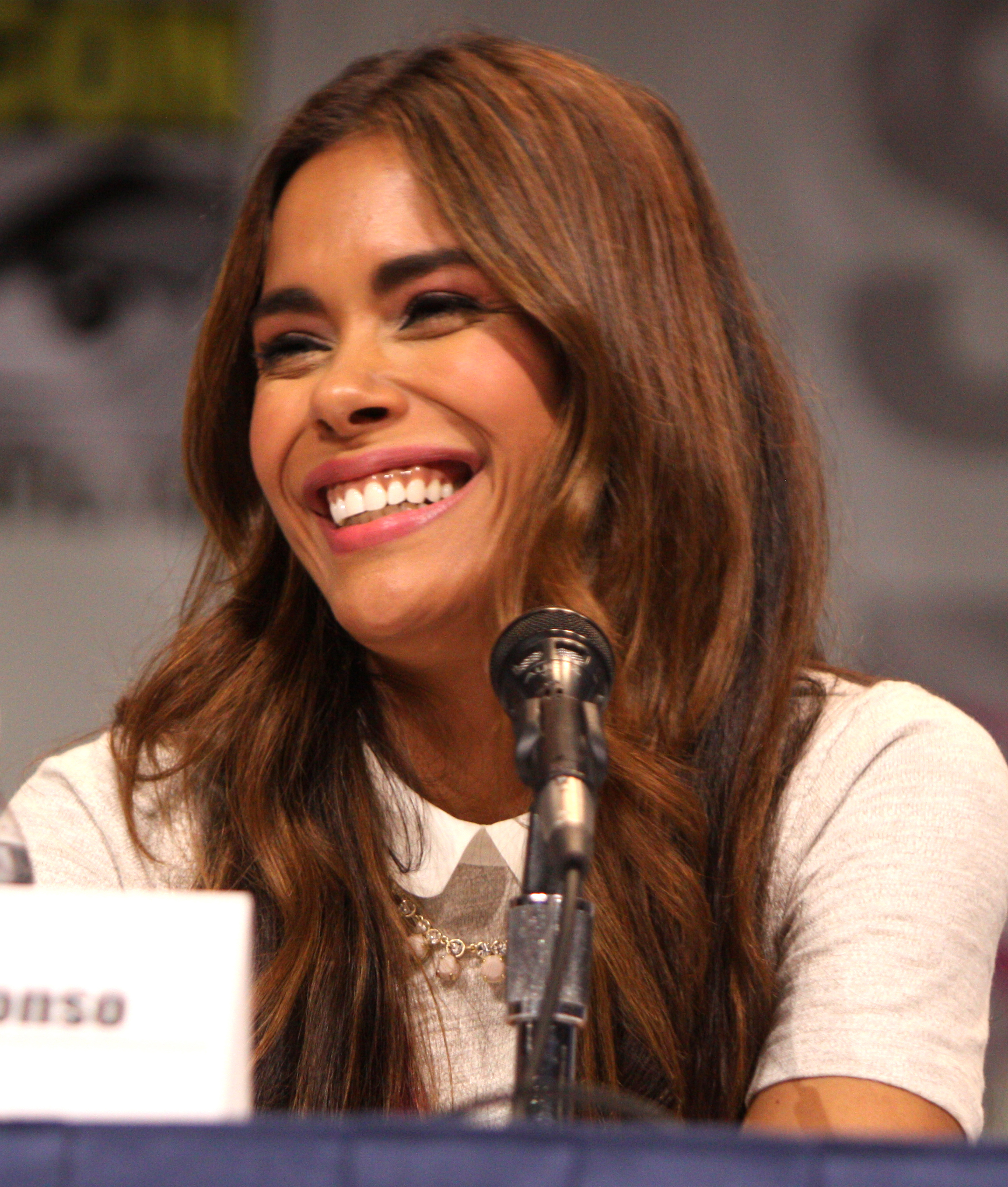
Daniella Alonso
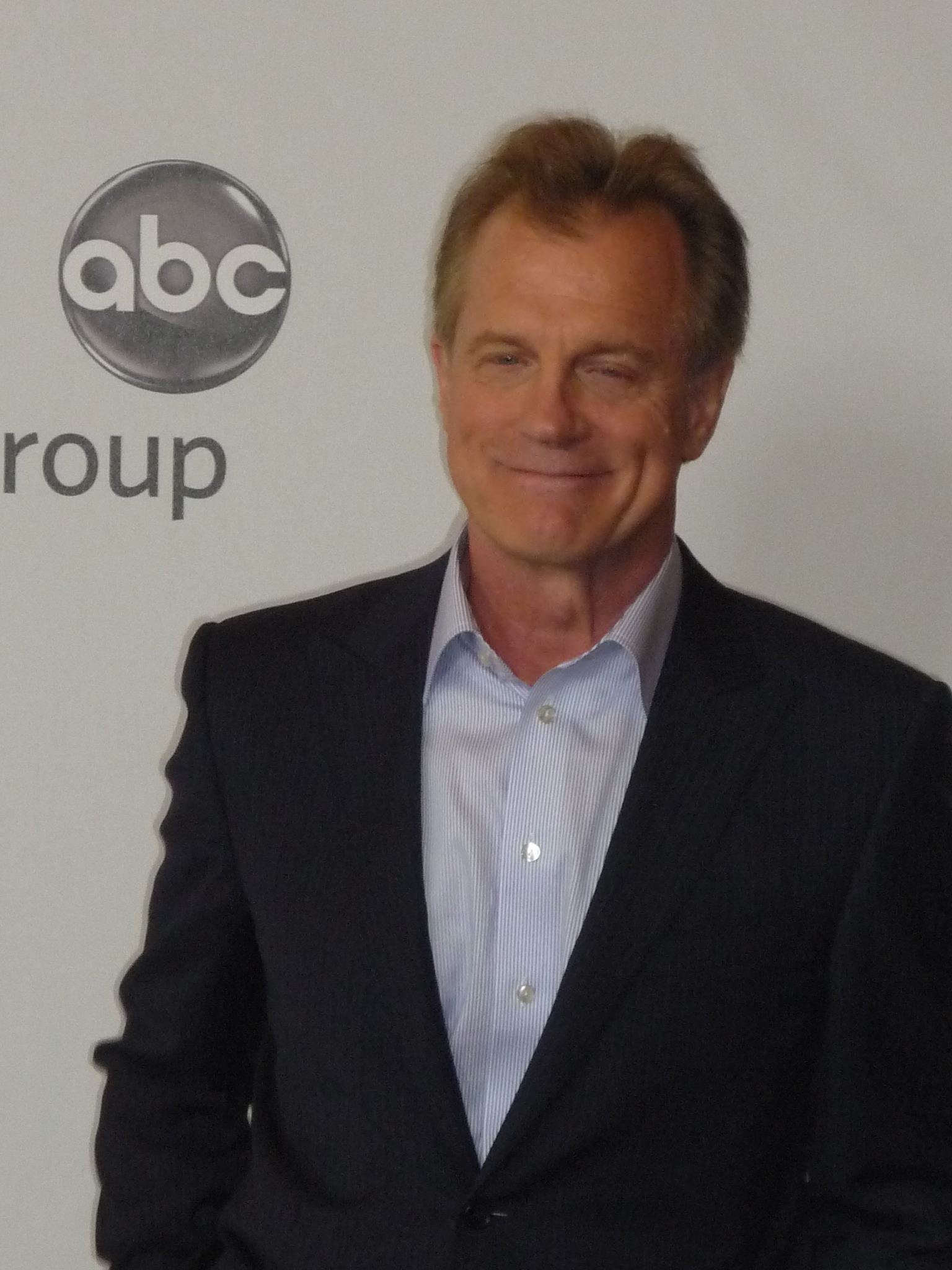
Stephen Collins

### Hauptbesetzung
| Rollenname                   | Schauspieler/in    | Auftritte       | Synchronsprecher/in                                        |
| ---------------------------- | ------------------ | --------------- | ---------------------------------------------------------- |
| Miles Matheson               | Billy Burke        | 1.01–2.22       | Ole Pfennig                                                |
| Charlotte „Charlie“ Matheson | Tracy Spiridakos   | 1.01–2.22       | Farina Brock                                               |
| Tom Neville                  | Giancarlo Esposito | 1.01–2.22       | Hans-Georg Panczak                                         |
| Aaron Pittman                | Zak Orth           | 1.01–2.22       | Patrick Schröder                                           |
| Sebastian „Bass“ Monroe      | David Lyons        | 1.01–2.22       | Philipp Brammer † (Folge 1–10) Pascal Breuer (ab Folge 11) |
| Jason „Nate“ Neville         | J. D. Pardo        | 1.01–2.18       | Max Felder                                                 |
| Benjamin „Ben“ Matheson      | Tim Guinee         | 1.01–2.22       | Thomas Darchinger                                          |
| Rachel Matheson              | Elizabeth Mitchell | 1.01–2.22       | Tatjana Pokorny                                            |
| Danny Matheson               | Graham Rogers      | 1.01–1.11       | Karim El Kammouchi                                         |
| Maggie Foster                | Anna Lise Phillips | 1.01–1.04       | Elisabeth von Koch                                         |
| Nora Clayton                 | Daniella Alonso    | 1.02–1.20, 2.15 | Angela Wiederhut                                           |
| Dr. Gene Porter              | Stephen Collins    | 2.01–2.22       | Christoph Jablonka                                         |

### Nebenbesetzung
| Rollenname           | Schauspieler/in   | Nebenrolle                                              | Synchronsprecher/in |
| -------------------- | ----------------- | ------------------------------------------------------- | ------------------- |
| Grace Beaumont       | Maria Howell      | 1.01–1.02, 1.07–1.08, 1.11, 1.16, 1.19–1.20, 2.10, 2.11 | Kathrin Simon       |
| Sgt. Will Strausser  | David Meunier     | 1.02, 1.04, 1.06, 1.08–1.10                             |                     |
| Captain Jeremy Baker | Mark Pellegrino   | 1.03, 1.10, 1.15, 1.17                                  | Matthias Klie       |
| Pater Nicholas       | Derek Webster     | 1.03, 1.11–1.13                                         |                     |
| Julia Neville        | Kim Raver         | 1.05, 1.08, 1.10, 1.13, 1.20                            | Claudia Lössl       |
| Priscilla Pittman    | Maureen Sebastian | 1.06, 1.09, 1.15, 1.20, 2.11                            |                     |
| Randall Flynn        | Colm Feore        | 1.07–1.08, 1.11–1.13, 1.16, 1.18–1.20                   | Alexander Pelz      |
| Jim Hudson           | Malik Yoba        | 1.12–1.13, 1.15, 1.18                                   | Jan Odle            |
| John Franklin Fry    | Jim Beaver        | 2.05, 2.06                                              |                     |

## Ausstrahlung
In den Vereinigten Staaten wurde die Serie ab dem 17. September 2012 ausgestrahlt. Die Episoden werden jeweils nach der US-amerikanischen Version von The Voice ausgestrahlt. Zuvor wurde die Episode schon auf Hulu und NBC.com veröffentlicht. Nach der Episode vom 26. November 2012 ging die Serie in eine viermonatige Pause und kehrte am 25. März 2013 zusammen mit ihrem Lead-in The Voice auf NBC zurück. Das erste Staffelfinale wurde am 3. Juni 2013 ausgestrahlt. Die Ausstrahlung der zweiten und letzten Staffel begann am 25. September 2013 und endete am 21. Mai 2014.
In Deutschland sicherte sich die RTL Mediengruppe die Ausstrahlungsrechte für das Free-TV. Die ersten beiden Episoden der ersten Staffel wurden auf RTL am 27. November 2014 gezeigt, die restlichen Folgen zwischen dem 28. November 2014 und 10. April 2015 auf RTL Nitro ausgestrahlt.
International wird die Serie unter anderem in Kanada von Citytv und in Australien vom Sender Fox8 ausgestrahlt. Seit Januar 2015 wird die Serie auch in Österreich vom österreichischen Privatsender ATV ausgestrahlt.

## Episodenliste

### Staffel 1
| Nr. (ges.) | Nr. (St.) | Deutscher Titel                                    | Originaltitel                            | Erstausstrahlung USA | Deutschsprachige Erstausstrahlung (D) | Regie                | Drehbuch                                                      | Zuschauer (USA) |
| ---------- | --------- | -------------------------------------------------- | ---------------------------------------- | -------------------- | ------------------------------------- | -------------------- | ------------------------------------------------------------- | --------------- |
| 1          | 1         | Der Blackout (1)                                   | Pilot                                    | 17. Sep. 2012        | 27. Nov. 2014                         | Jon Favreau          | Eric Kripke                                                   | 11,65 Mio.      |
| 2          | 2         | Der Blackout (2) Befreiungsschlag                  | Chained Heat                             | 24. Sep. 2012        | 27. Nov. 2014                         | Charles Beeson       | Eric Kripke                                                   | 9,21 Mio.       |
| 3          | 3         | Aus längst vergessenen Zeiten                      | No Quarter                               | 1. Okt. 2012         | 28. Nov. 2014                         | Sanford Bookstaver   | Monica Owusu-Breen                                            | 8,32 Mio.       |
| 4          | 4         | Beschwerliche Wege                                 | The Plague Dogs                          | 8. Okt. 2012         | 28. Nov. 2014                         | Felix Alcala         | Anne Cofell Saunders                                          | 8,01 Mio.       |
| 5          | 5         | Um Haaresbreite                                    | Soul Train                               | 15. Okt. 2012        | 5. Dez. 2014                          | Jon Cassar           | Paul Grellong                                                 | 8,61 Mio.       |
| 6          | 6         | Nicht für möglich geglaubt                         | Sex and Drugs                            | 29. Okt. 2012        | 5. Dez. 2014                          | Steve Boyum          | David Rambo                                                   | 7,90 Mio.       |
| 7          | 7         | Ein allzu vertrautes Schicksal                     | The Children’s Crusade                   | 5. Nov. 2012         | 12. Dez. 2014                         | Charles Beeson       | Matt Pitts                                                    | 7,74 Mio.       |
| 8          | 8         | Zur Familie oder ein Versprechen halten?           | Ties That Bind                           | 12. Nov. 2012        | 12. Dez. 2014                         | Guy Bee              | David Rambo & Melissa Glenn                                   | 7,10 Mio.       |
| 9          | 9         | Getrübtes Urteilsvermögen                          | Kashmir                                  | 19. Nov. 2012        | 19. Dez. 2014                         | Charles Beeson       | Jim Barnes                                                    | 7,02 Mio.       |
| 10         | 10        | Von Angesicht zu Angesicht                         | Nobody’s Fault But Mine                  | 26. Nov. 2012        | 19. Dez. 2014                         | Frederick E. O. Toye | Monica Owusu-Breen & Matt Pitts                               | 8,54 Mio.       |
| 11         | 11        | Kampf mit fatalen Folgen                           | The Stand                                | 25. März 2013        | 26. Dez. 2014                         | Steve Boyum          | Anne Cofell Saunders & Paul Grellong                          | 7,03 Mio.       |
| 12         | 12        | Aufbruch in Wehmut                                 | Ghosts                                   | 1. Apr. 2013         | 26. Dez. 2014                         | Miguel Sapochnik     | David Rambo & Melissa Glenn                                   | 6,36 Mio.       |
| 13         | 13        | Immer das gleiche Spiel                            | The Song Remains the Same                | 8. Apr. 2013         | 2. Jan. 2015                          | John F. Showalter    | Monica Owusu-Breen & Matt Pitts                               | 6,07 Mio.       |
| 14         | 14        | Die Nacht, in der die Lichter in Georgia ausgingen | The Night the Lights Went Out in Georgia | 22. Apr. 2013        | 2. Jan. 2015                          | Nick Copus           | Paul Grellong                                                 | 5,88 Mio.       |
| 15         | 15        | Die verlorenen Söhne                               | Home                                     | 29. Apr. 2013        | 9. Jan. 2015                          | Jon Cassar           | David Rambo                                                   | 5,49 Mio.       |
| 16         | 16        | Level 12                                           | The Love Boat                            | 6. Mai 2013          | 9. Jan. 2015                          | Charles Beeson       | Melissa Glenn                                                 | 6,06 Mio.       |
| 17         | 17        | In Trümmern                                        | The Longest Day                          | 13. Mai 2013         | 16. Jan. 2015                         | Steve Boyum          | Anne Cofell Saunders                                          | 5,51 Mio.       |
| 18         | 18        | Verrat in den eigenen Reihen?                      | Clue                                     | 20. Mai 2013         | 16. Jan. 2015                         | Helen Shaver         | Handlung: Oanh Ly Schauspiel: Paul Grellong & Oanh Ly         | 5,64 Mio.       |
| 19         | 19        | Alte Freunde, neue Feinde                          | Children of Men                          | 27. Mai 2013         | 23. Jan. 2015                         | Frederick E. O. Toye | David Rambo & Jim Barnes                                      | 6,32 Mio.       |
| 20         | 20        | Der Letzte macht das Licht an                      | The Dark Tower                           | 3. Juni 2013         | 23. Jan. 2015                         | Charles Beeson       | Handlung: Eric Kripke Schauspiel: Eric Kripke & Paul Grellong | 6,17 Mio.       |

### Staffel 2
| Nr. (ges.) | Nr. (St.) | Deutscher Titel                   | Originaltitel               | Erstausstrahlung USA | Deutschsprachige Erstausstrahlung (D) | Regie                | Drehbuch                                                                        | Zuschauer (USA) |
| ---------- | --------- | --------------------------------- | --------------------------- | -------------------- | ------------------------------------- | -------------------- | ------------------------------------------------------------------------------- | --------------- |
| 21         | 1         | Falsche Patrioten                 | Born in the U.S.A.          | 25. Sep. 2013        | 30. Jan. 2015                         | Steve Boyum          | Eric Kripke                                                                     | 6,81 Mio.       |
| 22         | 2         | Göttliche Fügung?                 | There Will Be Blood         | 2. Okt. 2013         | 30. Jan. 2015                         | Phil Sgriccia        | Paul Grellong                                                                   | 5,46 Mio.       |
| 23         | 3         | Der Wolf im Schafspelz            | Love Story                  | 9. Okt. 2013         | 6. Feb. 2015                          | Helen Shaver         | David Rambo                                                                     | 5,45 Mio.       |
| 24         | 4         | Abgründe                          | Patriot Games               | 16. Okt. 2013        | 6. Feb. 2015                          | Charles Beeson       | Handlung: Anne Cofell Saunders Schauspiel: Anne Cofell Saunders & Paul Grellong | 5,42 Mio.       |
| 25         | 5         | Die dunkle Gabe                   | One Riot, One Ranger        | 23. Okt. 2013        | 13. Feb. 2015                         | Frederick E. O. Toye | David Rambo & Ben Edlund                                                        | 5,04 Mio.       |
| 26         | 6         | Zum Tode verurteilt               | Dead Man Walking            | 30. Okt. 2013        | 13. Feb. 2015                         | Steve Boyum          | Handlung: Trey Callaway Schauspiel: Trey Callaway & Paul Grellong               | 4,87 Mio.       |
| 27         | 7         | Neue Erkenntnisse                 | The Patriot Act             | 6. Nov. 2013         | 20. Feb. 2015                         | Omar Madha           | Anne Coffell Saunders & Matt Pitts                                              | 5,21 Mio.       |
| 28         | 8         | Kein Entrinnen                    | Come Blow Your Horn         | 13. Nov. 2013        | 20. Feb. 2015                         | Charles Beeson       | Rockne S. O’Bannon                                                              | 5,17 Mio.       |
| 29         | 9         | Erwarte das Unerwartete           | Everyone Says I Love You    | 20. Nov. 2013        | 27. Feb. 2015                         | Steve Boyum          | Trey Callaway & Paul Grellong                                                   | 5,37 Mio.       |
| 30         | 10        | Die drei Amigos                   | The Three Amigos            | 8. Jan. 2014         | 27. Feb. 2015                         | Charles Beeson       | David Rambo & Anne Cofell Saunders                                              | 5,93 Mio.       |
| 31         | 11        | Meine zwei Väter                  | Mis Dos Padres              | 15. Jan. 2014        | 6. März 2015                          | Michael Offer        | Rockne S. O’Bannon & Ben Edlund                                                 | 4,78 Mio.       |
| 32         | 12        | Quarantäne                        | Captain Trips               | 22. Jan. 2014        | 6. März 2015                          | Steve Boyum          | Paul Grellong & Jim Barnes                                                      | 5,28 Mio.       |
| 33         | 13        | Offene Rechnungen                 | Happy Endings               | 29. Jan. 2014        | 13. März 2015                         | Ernest Dickerson     | David Rambo & Trey Callaway                                                     | 5,04 Mio.       |
| 34         | 14        | Angst und Schrecken in New Vegas  | Fear and Loathing           | 26. Feb. 2014        | 13. März 2015                         | Liz Friedlander      | Anne Cofell Saunders & Matt Pitts                                               | 4,63 Mio.       |
| 35         | 15        | Traumfänger                       | Dreamcatcher                | 5. März 2014         | 20. März 2015                         | Roxann Dawson        | Ben Edlund & Paul Grellong                                                      | 4,76 Mio.       |
| 36         | 16        | Die Kinder von Willoughby         | Exposition Boulevard        | 12. März 2014        | 20. März 2015                         | Nick Copus           | David Rambo & Trey Callaway                                                     | 4,63 Mio.       |
| 37         | 17        | Wofür wir kämpfen                 | Why We Fight                | 19. März 2014        | 27. März 2015                         | Frederick E. O. Toye | Rockne S. O’Bannon                                                              | 4,26 Mio.       |
| 38         | 18        | Der Schläfer von Austin           | Austin City Limits          | 2. Apr. 2014         | 27. März 2015                         | Helen Shaver         | Paul Grellong & Jim Barnes                                                      | 4,40 Mio.       |
| 39         | 19        | Shit happens                      | $#!& Happens                | 30. Apr. 2014        | 3. Apr. 2015                          | John F. Showalter    | Anne Cofell Saunders & David Reed                                               | 4,32 Mio.       |
| 40         | 20        | Die Welt von morgen               | Tomorrowland                | 7. Mai 2014          | 3. Apr. 2015                          | David Boyd           | Trey Callaway & Ryan Parrott                                                    | 3,78 Mio.       |
| 41         | 21        | Memorial Day                      | Memorial Day                | 14. Mai 2014         | 10. Apr. 2015                         | John F. Showalter    | David Rambo & Ben Edlund                                                        | 3,91 Mio.       |
| 42         | 22        | Wie viel Licht birgt die Zukunft? | Declaration of Independence | 21. Mai 2014         | 10. Apr. 2015                         | Charles Beeson       | Rockne S. O’Bannon & Paul Grellong                                              | 4,13 Mio.       |

## Kritik
Die Serie stieß bisher auf ein gemischtes Echo. Bemängelt wurde, dass die Konzeption der Serie in einigen Punkten nicht ganz durchdacht wirke. Beispielsweise hinterlasse die Ausstattung, insbesondere die Kleidung der Akteure, im Allgemeinen nicht den Eindruck, als wäre sie das Produkt einer postindustriellen Gesellschaft. Inhaltlich wurde die Grundidee kritisiert, dass sich zivilisatorischer Fortschritt einzig an bestimmten technischen Rahmenbedingungen wie der Existenz nutzbarer Elektrizität festmachen lasse, ohne die sofort Anomie ausbrechen würde. Dies gilt ebenso für die in der Serie zumindest suggerierte Annahme, dass das Verbot von Schusswaffen für Privatpersonen (und damit letztlich die Durchsetzung des staatlichen Gewaltmonopols) den Aufstieg diverser Warlords und die Errichtung einer Terrorherrschaft nicht nur ermögliche, sondern geradezu notwendig nach sich ziehe: Schusswaffen sind in Revolution Symbole der individuellen Freiheit. Dieser Punkt ist auch vor dem Hintergrund der selbst in den USA kontrovers diskutierten Waffengesetze zu betrachten.
Außerdem würde der plötzliche Ausfall aller elektrischen Systeme in den Reaktoren der Atomkraftwerke zu einer Kernschmelze führen.
Zwar gehen Experten in der Tat davon aus, dass bei einem totalen Blackout und einer folgenden Hungersnot die öffentliche Ordnung zusammenbrechen könnte. Jedoch wird in der Serie nicht hinreichend klar dargestellt, durch welche Mechanismen die öffentliche Ordnung so schnell im Chaos endet.